# نادي جازان الأدبي
نادي جازان الأدبي هو أحد الأندية الأدبية الستة عشر المنتشرة في المملكة العربية السعودية، يتبع النادي مباشرة إلى وزارة الإعلام السعودية ممثلة بالوكالة العامة للشؤون الثقافية، بعد أن كان تابعا للرئاسة العامة لرعاية الشباب السعودي، يرأس مجلس إدارة النادي حسن أحمد محمد الصلهبي الحازمي.
يقوم نشاط النادي على اقامة أمسيات شعرية وقصصية وثقافية، بالإضافة للكثير من الإصدارات التي بلغت أكثر من 161 كتابا منها: أربعين كتاب من الكتب الشعرية، واثنين وعشرين كتاب من الكتب القصصية، وخمسة كتب من الكتب الروائية، وكتابان فكريان، وواحد وعشرين كتاب من كتب النقد، وأربع كتب من كتاب الطفل، وتسعة عشر كتاب من كتب التاريخ.

## فترة التأسيس
جاءت فكرة تأسيس النوادي الأدبية في المملكة العربية السعودية من خلال مؤتمر الأدباء السعوديين الأول، وتم بموافقة فيصل بن فهد بن عبد العزيز على انطلاق إنشاء الأندية الأدبية، فتقدم الأديب المؤرخ محمد بن أحمد العقيلي والأديب الشاعر محمد بن علي السنوسي بطلب الموافقة على افتتاح نادي جازان الأدبي بمنطقة جازان، ثم وردت موافقة فيصل بن فهد بن عبد العزيز على إنشاء النادي الأدبي بمنطقة جازان في عام 1395 هـ، وفي مساء اليوم الثالث من شهر جمادى الآخرة 1395 هـ تم عقد أول اجتماع لمؤسسي النادي الأدبي في مدينة جازان بمقر مركز الخدمة الاجتماعية في حي المطلَّع.

## مرافق المبنى
المدخل الرئيسي 
- صالة الإستقبال
- قاعة المحاضرات
- صالة الهوايات
- المستودع
- المقصف
- الاستراحة
- مكتبة اللجنة الثقافية
- صالة المعارض العامة
- المكتبة العام
- مكتب الخدمات العامة
- صالة الإجتماعات
- غرفة اللجنة الأدبية
- مكتب الإدارة
- مطبخ
- استوديو.[4]

## مجلس إدارة نادي جازان الأدبي
| الاسم           | العمل       |  |
| --------------- | ----------- |  |
| حسن الصلهبي     | رئيس النادي |  |
| علي رديش دغريري | مسؤول إداري |  |
| هدى الخويري     | مسؤول مالي  |  |

## رؤساء نادي جازان الأدبي
| الرئيس            | الفترة                                | ملاحظات                                       |
| ----------------- | ------------------------------------- | --------------------------------------------- |
| محمد أحمد العقيلي | من عام 1392هـ إلى عام 1400هـ (1980م)  | أول رئيس لنادي جازان الأدبي.                  |
| محمد علي السنوسي  | من عام 1400هـ إلى عام 1407هـ.         |                                               |
| عمر طاهر زيلع     | من 1407هـ إلى عام 1413هـ              | تولى مهمة تسيير أمور النادي بعد وفاة السنوسي. |
| حجاب الحازمي      | من عام 1413هـ (1993م) إلى عام 1427هـ. |                                               |
| حسن الصلهبي       | من عام 1436هـ إلى الآن                |                                               |

## مكتبة النادي
تشمل مكتبة النادي على 1096 عنوان، وهي موزعة كالآتي:
- معارف عامة 74 كتاب و 43 عنوان
- الفلسفة والمنطق وعلم النفس 77 كتاب و 36 عنوان
- الشريعة الإسلامية 577 كتاب و 218 عنوان
- العلوم الاجتماعية 147 كتاب و 86 عنوان
- اللغة العربية 210 كتاب و 77 عنوان
- العلوم البحتة 23 كتاب و 13 عنوان
- العلوم التطبيقية 19 كتاب و 11 عنوان
- الفنون 14 كتاب و 7 عنوان
- الآداب 789 كتاب و 346 عنوان
- التاريخ والجغرافيا والتراجم 601 كتاب و 259 عنوان.[8]

## المسابقات التي أقامها النادي
- مسابقة في القصة القصيرة 1396هـ
- مسابقة في القصة القصيرة والشعر 1397هـ
- مسابقة في الخط العربي 1398هـ
- مسابقة بين طلاب المدارس الثانوية والمعاهد العلمية وشباب المنطقة 1399هـ وغيرها من المسابقات.[9]